# Fondo Nacional de Becas
El Fondo Nacional de Becas de Solidaridad Social (FONABE) fue el órgano adscrito al Ministerio de Educación Pública de Costa Rica que se encargó de brindar ayuda a estudiantes de familias de escasos recursos económicos, mediante becas, para que cursasen y concluyeran, con éxito, su proceso educativo. Sus funciones fueron trasladas al Instituto Mixto de Ayuda Social (IMAS) en septiembre de 2021, lo cual significó el cierre del organismo.

## Historia
En 1996 se presentó ante la Asamblea Legislativa de Costa Rica el proyecto de ley Creación del Fondo Nacional de Becas y su Reglamento, N.º 7658, para la creación del Fondo Nacional de Becas (FONABE), organismo cuya función sería la de contribuir como un mecanismo de movilidad social para aliviar la falta de oportunidades en los estudiantes, así como para resolver la deserción estudiantil por falta de recursos económicos. Este proyecto fue aprobado unánimemente por los diputados de la Asamblea y entró en vigor a partir del 6 de febrero de 1997 tras ser firmado por el entonces presidente de la República, José María Figueres Olsen. Para financiar al recién creado organismo, adscrito al Ministerio de Educación Pública, se aprobó dotarle por ley un 1% del presupuesto del Fondo de Desarrollo Social y Asignaciones Familiares (FODESAF).
En 2010, el FONABE aprobó la creación de un modelo propio para la selección y calificación de los estudiantes que necesitasen de ayuda económica. El modelo recibió el nombre de Modelo de Calificación de la Beca (MICB), el cual reemplazó al anterior modelo de Sistema de Gestión de Becas (SIGBE) y se implementó entre el año 2011 y 2012. En septiembre de 2012 se implementa una nueva estructura de becas.
En junio de 2020, la Asamblea Legislativa aprobó cerrar mediante la Ley N.º 9903, el Fondo Nacional de Becas para trasladar sus funciones al Instituto Mixto de Ayuda Social (IMAS). Mediante esta fusión, efectuada finalmente el 22 de septiembre del mismo año, el gobierno de Carlos Alvarado Quesada planearía eliminar una duplicidad de funciones y consolidar en el IMAS un sistema único de transferencias monetarias condicionadas y de becas.